# Perspektive-Deutschland
Perspektive-Deutschland war eine Internet-Umfrage, die von 2001/2002 bis 2005/2006 regelmäßig durchgeführt wurde. Alle interessierten Bürger konnten dabei einen digitalen Fragebogen zu verschiedenen gesellschaftlichen und politischen Themen ausfüllen. Gleichzeitig fand stets auch eine traditionelle schriftliche und gleichlautende Umfrage mit 2400 ausgewählten Teilnehmern statt.

## Hintergrund
Initiiert wurde die Umfrage durch vier Partner: Die Unternehmensberatung McKinsey, die Zeitschrift Stern, das ZDF und das Webportal Web.de. Erstmals riefen sie im Herbst und Winter 2001 zum Ausfüllen des Fragebogens im Internet auf. Schirmherr war der ehemalige Bundespräsident Richard von Weizsäcker. Er benannte den Zweck der Umfrage auf der offiziellen Webseite mit den Worten, die begonnenen Reformen müssten konsequent fortgesetzt werden. Sie könnten jedoch nur erfolgreich sein, wenn sie von den Bürgern mitgetragen würden. Die Meinungen der Menschen sollten daher auf diese Weise in die politische Diskussion eingebracht werden.
An der ersten Auflage von Perspektive-Deutschland nahmen 170.000 Personen teil. Bei der Befragung im Herbst und Winter 2005 füllten mehr als 600.000 Teilnehmende den Fragebogen aus. Ziel von Perspektive-Deutschland ist es, ein möglichst umfangreiches Meinungsbild der deutschen Bevölkerung zu politischen Reformen in Deutschland zu erhalten und mit den Ergebnissen eine öffentliche Diskussion in Politik und Gesellschaft zu erreichen.
Kritiker hielten die Umfrage und die Frageformulierungen für suggestiv und die Ergebnisreports für einseitige und tendenziöse Interpretationen der Ergebnisse.

## Teilnehmerzahlen

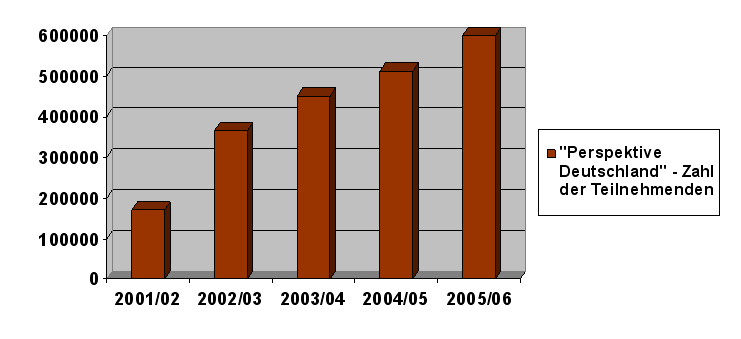
Entwicklung der Teilnehmendenzahl für "Perspektive-Deutschland"

Die Umfragen fanden stets über einen Zeitraum von mehreren Monaten statt.
- 2001/2002: 170.000
- 2002/2003: 365.000
- 2003/2004: 450.000
- 2004/2005: 511.000
- 2005/2006: 620.000

## Schwerpunkte der Umfragen
Inhaltlich konzentrierten sich die Umfragen in der Regel um einen oder mehrere Themenblöcke.
- 2005/2006: Wohin Deutschland? – Fragen nach Reformen und ihrer Unterstützung in der Bevölkerung; weitere Schwerpunkte: Arbeit & Wirtschaft, Familie und Kinder, soziale Sicherung und Bildung; Fragen zur neuen Bundesregierung.
- 2004/2005: Deutschland der Regionen – Fragen nach Arbeitsmarkt und Bildungssituation in Deutschland; Einschätzung der regionalen Situation; Reformnotwendigkeit und Reformbedürfnis.

## Ähnliche Umfragen
Am deutschen Vorbild orientiert sich die niederländische Version einer gesellschaftspolitischen Online-Umfrage, die sogenannten 21 Minuten. Bei der zweiten Befragung im Jahr 2006 nahmen dort rund 170.000 Menschen teil. Initiiert wurde diese Befragung von McKinsey, Planet Internet, NRC Handelsblad, AD, MSN (Microsoft) und FHV BBDO. Auch am deutschen Vorbild orientiert sich die schweizerische Online-Umfrage Perspektive Schweiz.

## Kritik
Die Wochenzeitung Freitag bezeichnete eine Reihe von Fragen der Umfrage als suggestiv gestellt. Bevorzugt würden neoliberale Konzepte als einzige Antwortmöglichkeiten vorgegeben und alternative wirtschaftspolitische Ansätze gar nicht erst diskutiert.
Die Süddeutsche Zeitung bemängelte „Schwarz-Weiß-Schubladen“ bei der Entscheidung zwischen „Mehr Markt“ und „Mehr Staat“ in einer Frage und kommt zu dem Fazit: „Viel Aufwand für ein wenig Verstärkerwirkung“.